# Taeniogyrus diasemus
Taeniogyrus diasemus is een zeekomkommer uit de familie Chiridotidae.
De wetenschappelijke naam van de soort werd in 1921 gepubliceerd door Hubert Lyman Clark.